# HC Seregno
La Associazione Sportiva Dilettantistica Seregno Hockey, más conocida como Seregno Hockey, Seregno Hockey 2012 o simplemente HC Seregno, es un club de hockey sobre patines de la localidad italiana de Seregno en la provincia de Monza y Brianza. Fue fundado en el año 1968 y actualmente milita en la Serie A2 italiana, la segunda categoría estatal.
En 1990 ganó la Copa de la CERS al derrotar al FC Barcelona en la final y la temporada siguiente (1990-91) se proclamó campeón de la liga italiana por primera vez en su historia.
En 1992 disputó la final de la Copa de Europa, siendo derrotado por el HC Liceo.

## Palmarés
- 1 Copa de la CERS: 1990
- 1 Liga de Italia: 1990-91